# Frailes (Jaén)
Frailes es una localidad y municipio español situado en la parte oriental de la comarca de la Sierra Sur, en la provincia de Jaén, comunidad autónoma de Andalucía. Limita con los municipios jienenses de Alcalá la Real, Valdepeñas de Jaén y Noalejo; y con el municipio granadino de Montillana. Por su término discurre el río de las Cuevas.
El municipio frailero comprende el núcleo de población de Frailes —capital municipal— y los diseminados de Los Baños, Los Barrancos, Cañada de Alcalá, La Dehesilla, El Nogueral, Las Parras, Puerto Blanco, Ribera Alta y Los Rosales. Tiene una población de 1551 habitantes (INE 2024).

## Geografía
Frailes se encuentra situada a 89 km de la capital, Jaén, en dirección suroeste, a una altitud de 974 m s. n. m. Su término municipal es fundamentalmente sierra.

## Historia
El municipio tienes sus orígenes en la prehistoria, Roma debió estar presente como así atestigua los restos de "Terra Sigillata" encontrados en su término. De época musulmana queda constancia por el nombre de una de sus calles más concurridas "Almoguer", pero no será hasta el siglo XVI cuando los documentos nos hablen del sitio de Frailes. El 15 de agosto de 1341 Alfonso XI conquistaba Alcalá la Real, a cuyo alfoz pertenecía la nava y torre de Afralyas, que quedó desde entonces incorporada a Castilla. De estos acontecimientos trata la documentada novela histórica "El escudo nazarí" del escritor alcalaíno Emilio Sánchez Sánchez. A mediados del siglo XVI fue construida la ermita de Santa Lucía cerca de los primeros asentamientos, gracias a la aportación de Pedro de Valencia. 
En 1621, los alrededores de las Ermita pasaron a denominarse Huerta de Santa Lucía y fueron aumentando los asentamientos de población. A finales del siglo XVIII la ermita pasó a erigirse en parroquia y a convertirse en el núcleo del municipio. En el primer tercio del siglo XX tuvieron lugar sus momentos de esplendor pero tras la guerra, la posguerra y el movimiento migratorio hicieron que el municipio fuera perdiendo población y quedara reducido a menos de 2000 habitantes.

## Demografía
El municipio, que tiene una superficie de 40.31 km², cuenta según el padrón municipal para 2022 del INE con 1565 habitantes y una densidad de población de 39,94 hab./km².
| Habitantes | Varones | Mujeres |
| ---------- | ------- | ------- |
| 1637       | 811     | 826     |

## Administración y política

### Elecciones municipales
| Elecciones municipales desde 1979                      |      |      |      |      |      |      |      |      |      |      |      |      |
|                                                        | 1979 | 1983 | 1987 | 1991 | 1995 | 1999 | 2003 | 2007 | 2011 | 2015 | 2019 | 2023 |
| AP/PP                                                  | -    | 3    | 4    | 3    | 2    | 1    | 2    | 4    | 5    | 6    | 6    | 7    |
| PSOE                                                   | 3    | 6    | 7    | 5    | 6    | 7    | 6    | 5    | 4    | 3    | 3    | 2    |
| IU                                                     | -    | -    | -    | 0    | 0    | -    | -    | -    | -    | -    | -    | -    |
| UCD                                                    | 4    | -    | -    | -    | -    | -    | -    | -    | -    | -    | -    | -    |
| IND                                                    | 4    | 2    | -    | -    | -    | -    | -    | -    | -    | -    | -    | -    |
| PA                                                     | -    | -    | -    | 3    | 1    | 1    | 1    | 0    | -    | -    | -    | -    |
| En negrilla el partido más votado                      |      |      |      |      |      |      |      |      |      |      |      |      |
| Fuente: Datos de las elecciones municipales desde 1979 |      |      |      |      |      |      |      |      |      |      |      |      |

### Alcaldía
| Periodo   | Nombre                             | Partido |
| --------- | ---------------------------------- | ------- |
| 1979-1983 | Encarnación Anguita Delgado        | IND.    |
| 1983-1987 | Antonio Garrido Romero             | PSOE    |
| 1987-1991 | Antonio Garrido Romero             | PSOE    |
| 1991-1995 | Antonio Manuel Cano García         | PSOE    |
| 1995-1999 | Antonio Manuel Cano García         | PSOE    |
| 1999-2003 | Antonio Manuel Cano García         | PSOE    |
| 2003-2007 | Antonio Manuel Cano García         | PSOE    |
| 2007-2011 | Antonio Manuel Cano García         | PSOE    |
| 2011-2015 | José Manuel Garrido Romero         | PP      |
| 2015-2019 | José Manuel Garrido Romero         | PP      |
| 2019-2023 | Encarnación Bienvenida Castro Cano | PP      |
| 2023-act. | Encarnación Bienvenida Castro Cano | PP      |

#### Evolución de la deuda viva municipal
El concepto de deuda viva contempla sólo las deudas con cajas y bancos relativas a créditos financieros, valores de renta fija y préstamos o créditos transferidos a terceros, excluyéndose, por tanto, la deuda comercial.
| Gráfica de evolución de la deuda viva del Ayuntamiento de Frailes entre 2008 y 2023     |
|                                                                                         |
| Deuda viva del Ayuntamiento, en miles de euros, según datos del Ministerio de Hacienda. |

## Fiestas
- Fiesta del Vino.- Primera quincena de marzo. Frailes aúna en esta fiesta cultura y gastronomía, pasado y presente. Una industria que tiene sus orígenes en la tradición pero que afronta con modernidad el siglo XXI.
- Romería en honor a la Virgen de la Cabeza.- Último domingo de abril. Romería hasta el paraje de la Hoya del Salobral, Noalejo, para festejar a la patrona de la Diócesis de Jaén.
- Fiestas de agosto.- Fiesta y verbena popular para refrescar los rigores del estío, celebradas en las eras del Mecedero acondicionadas como recinto ferial.
- Feria en honor de San Pedro.- 29 de junio. Copatrón de Frailes, son en realidad fiestas de primavera.
- Festividad de la patrona Santa Lucía.- 13 de diciembre. Patrona de la localidad desde su fundación, es la protectora de la vista y de los fraileros. Misa y procesión, son los festejos con que la villa exalta a su patrona.

## Gastronomía
La cocina de Frailes aparece fundamentalmente marcada por el carácter serrano del municipio, con especial presencia de los productos del cerdo, como la tradicional morcilla, chorizo, salchichón y demás derivados. Tienen gran importancia potajes y guisos como el potaje de habichuelas, la ropavieja, las migas o el encebollado, y otros como la tortilla de collejas y cardillos o el remojón, con ingredientes de la tierra.
Entre los postres cabe destacar las mantas, los borrachuelos, los polvorones y las guindas en aguardiente. Todas las comidas son regadas con vinos de la tierra de gran calidad y que es motivo de jornadas festivas todos los años en el municipio.